# Незгода
Незгода или несрећа је израз који у најширем смислу означава сваки догађај који има нежељене последице попут смрти или повреде његових учесника, односно уништења, онеспособљавања или оштећења неке ствари. Удесом се по правилу означавају догађаји који настају првенствено услед специфичног сплета околности, а не нечије намере; обично се догађају током обављања неке активности (рад или рекреација). Уколико је реч о догађају са релативно благим или отклоњивим последицама, обично се користи израз „незгода”, а уколико се ради о догађају са тешким последицама (најчешће везаним уз бродове или важне економске објекте) користи се реч „хаварија”. Најтеже незгоде се често називају катастрофама.